# Vincent Ribeton
Vincent Ribeton é um padre católico romano francês da Fraternidade Sacerdotal de São Pedro (FSSP) e atual reitor do Seminário Internacional de São Pedro em Wigratzbad, Alemanha. Ele serviu anteriormente como superior distrital da França para a FSSP de 2006 a 2015.
Francês do País Basco, Ribeton é mestre notarial em história do direito e estudou teologia no Seminário Internacional de São Pedro em Wigratzbad, onde é agora reitor. Ele também estudou no L'Institut Saint-Thomas-d'Aquin (ISTA) em Toulouse, França. Na França exerceu ministérios pastorais em Saint-Etienne e mais tarde como capelão hospitalar em Toulouse. Ele também serviu como capelão da comunidade de fiéis confiada à Fraternidade em Clermont, Landes pelo bispo de Aire-et-Dax desde 2004 até assumir seu cargo como superior de distrito.